# Terminal de Pasto
Das Terminal de Pasto in der kolumbianischen Stadt Pasto ist das größte Busterminal des Departamento de Nariño. Es ist die zentrale Haltestelle für den Nah- und Fernbusverkehr von und nach Pasto.
1988 wurde die Aktiengesellschaft Terminal de Transportes de Pasto S.A. mit einem Darlehen der Banco Popular gegründet und am 15. September 1994 wurde das Terminal für den Busverkehr eröffnet. Außerhalb des Departamento de Nariño fahren Busse nach Bogotá, Bucaramanga, Cali, Manizales, Medellín, Popayán und einige Orte des Departamento de Putumayo (Stand 2022). 2017 wurde das Terminal modernisiert.

## Galerie

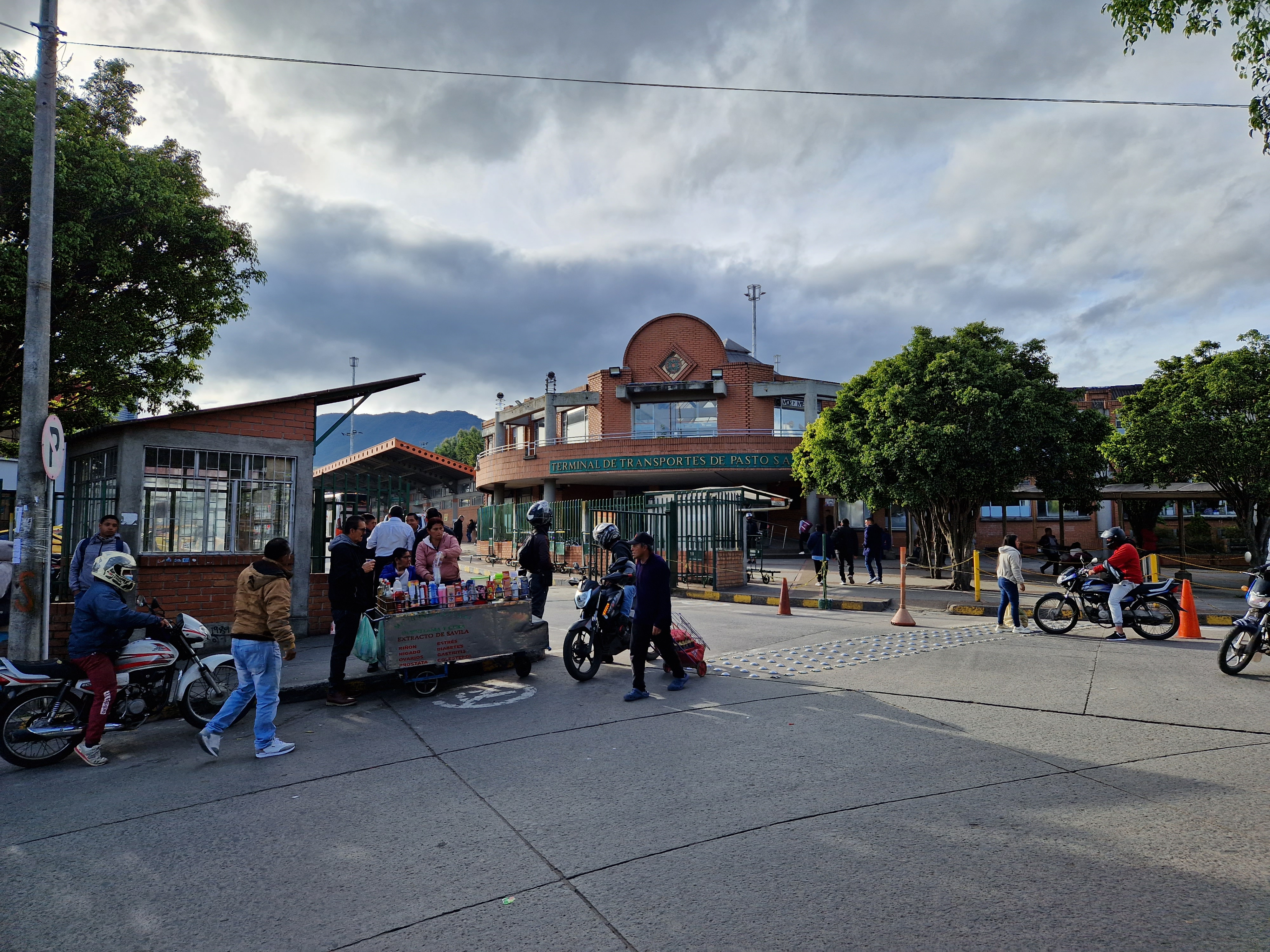
Nordflügel
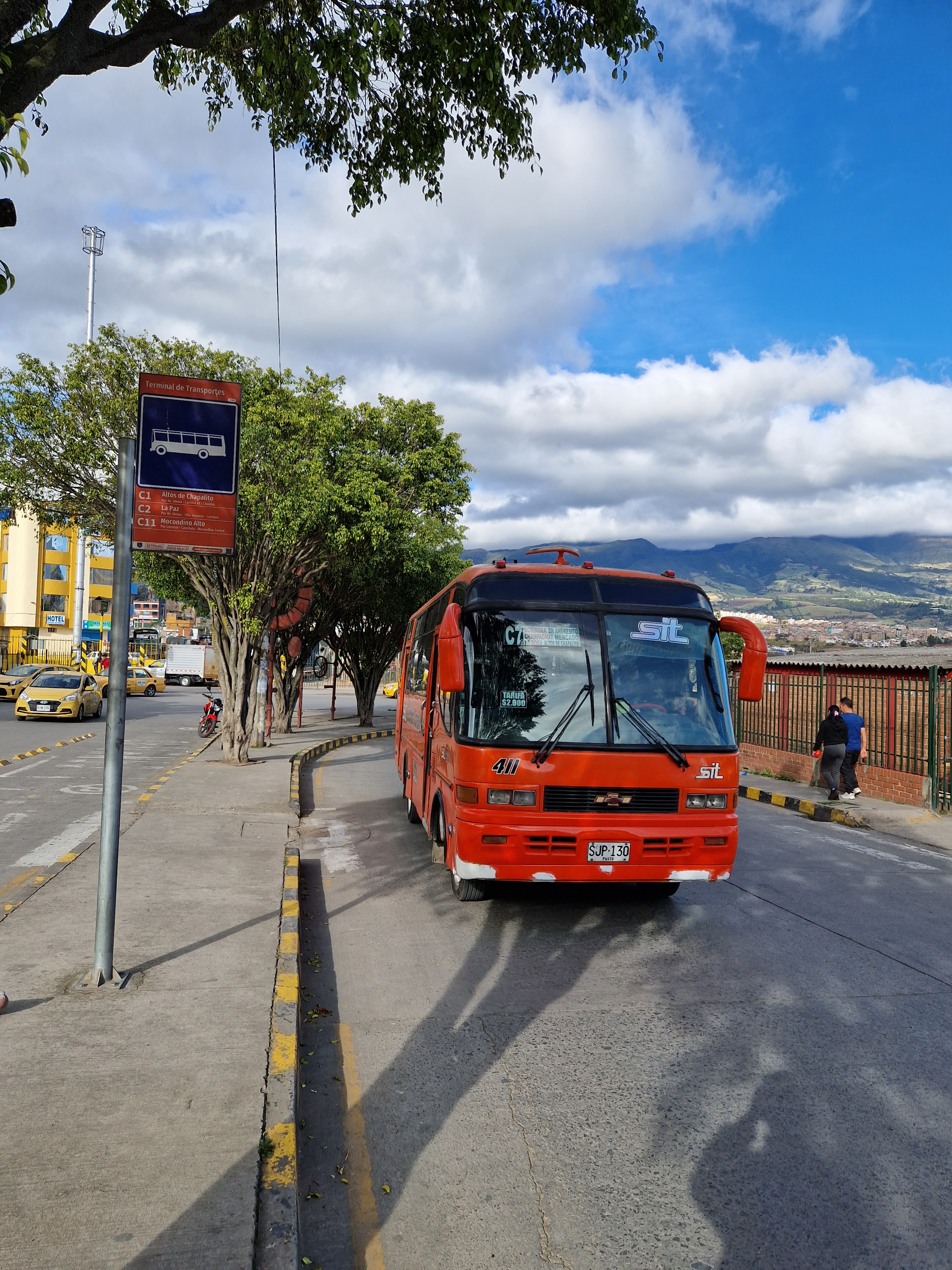
Haltestelle des SETPasto
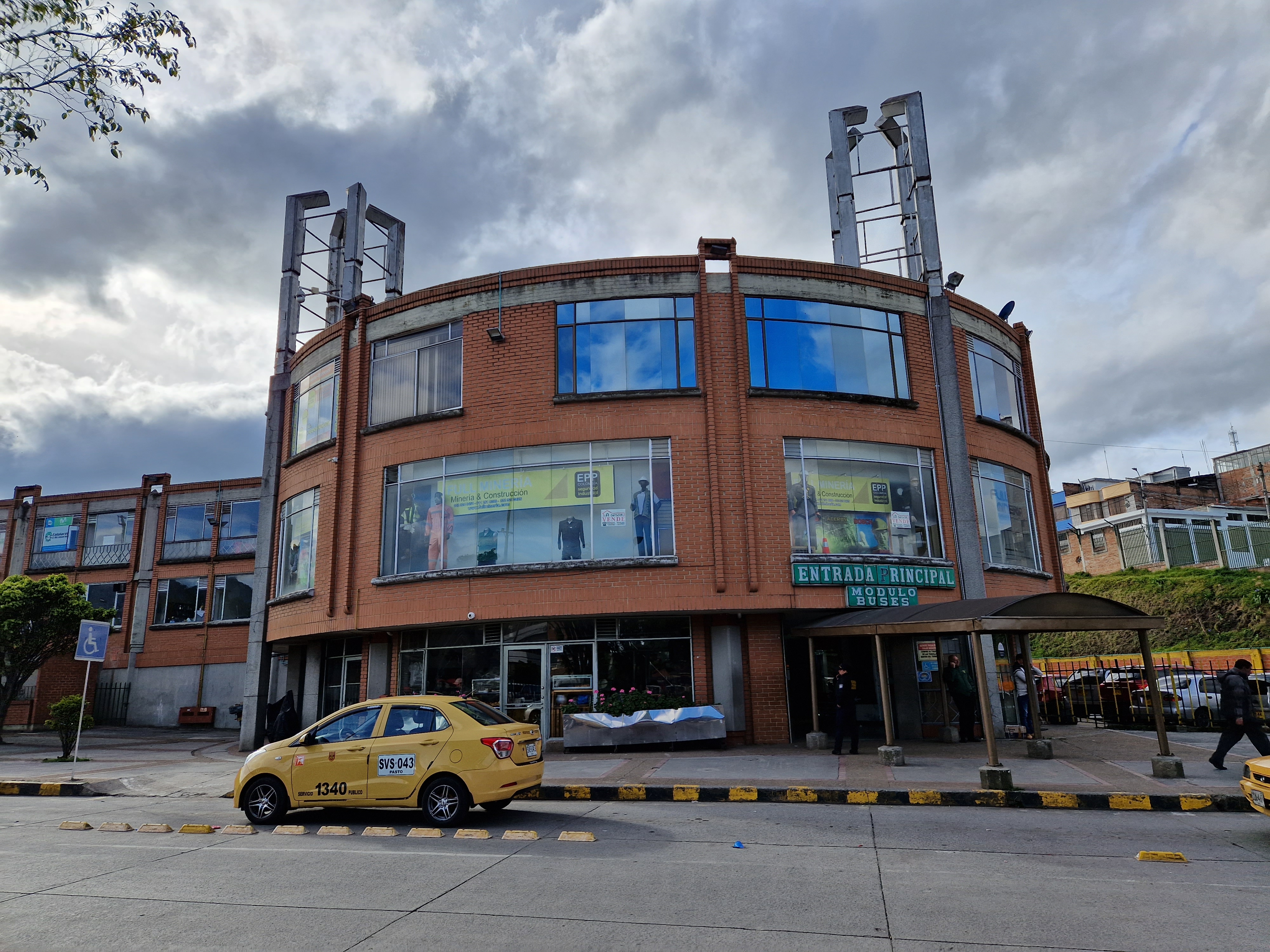
Südflügel